# 城关街道 (富平县)
城关街道，是中华人民共和国陕西省渭南市富平县下辖的一个街道办事处。
2015年，陕西省民政厅批复同意撤销富平县城关镇，设立城关街道办事处。

## 行政区划
城关街道下辖以下地区：
车站社区、望湖社区、宝塔社区、渭化社区、陶艺社区、富华社区、渭运社区、书店社区、杜村、南韩村、东化村、莲湖村、连城村、卧龙村、尖角村、集新村、迤山村、谢村、肖华村、留招村、褚塬村、王旦村、姚村、新庄村、东渠村、向阳村、褚田村、上官村、牛村、皂角村、元良村、余湾村、五星村、北里村、定国村、咀头村、焦村、华朱村、何仙村、下庙村、旧县村、闫村、赵坡村、优东村、优西村、锦川村、顺阳村、怀阳村、双义村、页坡村、刘坡村、杨坡村和东新村。

## 中国传统村落
2013年8月，莲湖村被评为第二批中国传统村落。